# Atopsyche unicolorata
Atopsyche unicolorata är en nattsländeart som beskrevs av Schmid 1989. Atopsyche unicolorata ingår i släktet Atopsyche och familjen Hydrobiosidae. Inga underarter finns listade i Catalogue of Life.